# Takagi Teiji

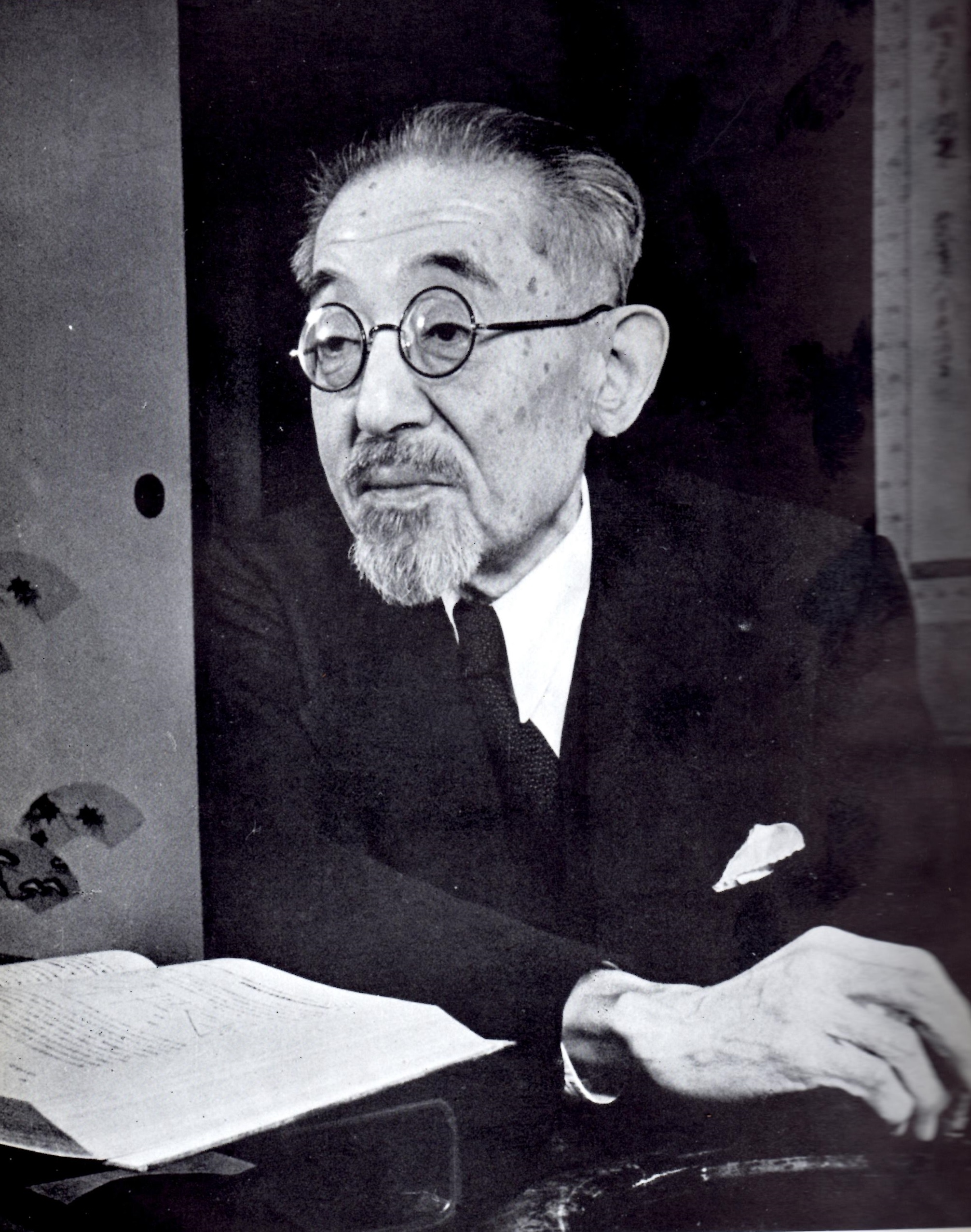
Takagi Teiji

Takagi Teiji (japanisch 高木 貞治; * 21. April 1875 im Dorf Kazuya, Kreis Ōno, Provinz Mino, heute Motosu, Präfektur Gifu; † 19. Februar 1960 in der Präfektur Tokio) war ein japanischer Zahlentheoretiker.

## Leben
Takagi wuchs auf dem Land auf und zeigte schon früh Zeichen mathematischer Begabung. 1894 begann er sein Studium an der Kaiserlichen Universität (damals der einzigen Universität Japans), wobei er sich vor allem ausländischer Lehrbücher bediente, insbesondere der Algebra von Heinrich Weber. Nach dem Studienabschluss 1897 wurde er als einer von zwölf Studenten für das Auslandsstudium ausgewählt. Er studierte in Berlin bei Frobenius, Fuchs und Schwarz. Nachdem er den gerade veröffentlichten „Zahlbericht“ von David Hilbert gelesen hatte, der den damaligen Kenntnisstand der algebraischen Zahlentheorie zusammenfasste und beförderte, beschloss er, in Göttingen bei Hilbert weiterzustudieren (ab 1900). Hilbert hatte sich allerdings nach der Niederschrift des Zahlberichts völlig anderen Gebieten zugewandt (Grundlagen der Geometrie, Integralgleichungen).
1901 kehrte Takagi nach Japan zurück und wurde Assistenzprofessor an seiner Alma Mater, die nun Universität Tokio hieß. Er promovierte 1903 mit den in Göttingen unternommenen zahlentheoretischen Untersuchungen (sein Doktorvater war dabei Hilbert), in denen er unter anderem eine Vermutung von Leopold Kronecker („Kroneckers Jugendtraum“) über abelsche Erweiterungen imaginärquadratischer Zahlkörper bewies. 1904 erhielt er eine volle Professur in Tokio, die er bis zu seiner Emeritierung 1936 innehatte. Ab 1904 begann er auch eine Reihe von Lehrbüchern zu schreiben, die in Japan damals noch fehlten.
Während des Ersten Weltkriegs arbeitete er weitgehend isoliert und entwickelte seinen Existenzsatz der Klassenkörpertheorie, wobei er auf den Arbeiten von Heinrich Weber aufbaut. Er trug darüber auf dem Internationalen Mathematikerkongress 1920 in Straßburg vor, wobei er kaum Resonanz fand, da algebraische Zahlentheorie damals vor allem in Deutschland betrieben wurde und deutsche Mathematiker vom Kongress ausgeschlossen waren. Takagi publizierte seine Theorie im selben Jahr in der Zeitschrift der Universität Tokio. Seine Bedeutung wurde aber erst durch Emil Artin 1922 erkannt, der wiederum von Carl Ludwig Siegel auf Takagis Arbeiten hingewiesen wurde (Takagi hatte Siegel seine Arbeit zugeschickt und dieser erkannte deren Bedeutung), und um die gleiche Zeit durch Helmut Hasse, der 1923 in Kiel Vorlesungen über Klassenkörpertheorie hielt und Takagis Arbeiten in einem Vortrag auf der Versammlung der Deutschen Mathematiker-Vereinigung (DMV) 1925 in Danzig und in seinem Klassenkörperbericht im Jahresbericht des DMV 1926 darstellte. Takagi war danach international anerkannt. Er war 1932 Vizepräsident des Internationalen Mathematikerkongresses in Zürich und 1936 im Auswahlkomitee für die erste Fields-Medaille. Während des Zweiten Weltkriegs arbeitete er an japanischen Chiffriersystemen („Purple“).
Takagi war seit 1902 verheiratet und hatte drei Söhne und fünf Töchter.
Ihm wird das Verdienst zugeschrieben, am Anfang des 20. Jahrhunderts durch seine Forschung und seine Lehre den Anschluss Japans an die moderne Mathematik geschaffen zu haben. Er schrieb ein Analysis-Lehrbuch, das in Japan weite Verbreitung fand und viele Auflagen erlebte und er schrieb ein Buch über die Geschichte der Mathematik im 19. Jahrhundert. Er wurde 1940 mit dem Kulturorden ausgezeichnet und 1951 als Person mit besonderen kulturellen Verdiensten geehrt.
Zu seinen Schülern zählen Shōkichi Iyanaga und Kenjiro Shoda.

## Schriften
- „Collected Papers“, Springer 1990 (Mit der Biografie von Iyanaga), ISBN 3-540-70057-9.
- „Über eine Theorie des relativ-abelschen Zahlkörpers“, Journal College of Science Imperial University of Tokio, Band 41, 1920, S. 1–133.
- „Über das Reziprozitätsgesetz in einem beliebigen algebraischen Zahlkörper“, J. College Science Imp.Univ.Tokio, Band 44, 1922, S. 1–50.
- „Algebraic Number Theory“ 1948